# Dominik Holec
Dominik Holec (* 28. července 1994 České Budějovice) je slovenský profesionální fotbalový brankář, který chytá za český klub FC Baník Ostrava a za slovenský národní tým.

## Klubová kariéra

### MŠK Žilina
Holec působil v akademii slovenského klubu MŠK Žilina. V srpnu 2015 odešel na půlroční hostování do druholigové Tepličky nad Váhom. V druhé lize debutoval 12. září proti Rimavské Sobotě. Za Tepličku odehrál 11 utkání, udržel 3 čistá konta. V únoru 2016 odešel na hostování do jiného druholigového celku, FK Pohronie. Ve 12 zápasech udržel 6 čistých kont, obdržel 13 gólů.
Jaro 2017 strávil na hostování v prvoligovém ViOn Zlaté Moravce. Prvoligový debut odehrál 26. února 2017 na hřišti své domovské Žiliny, kde obdržel 4 góly a ViOn prohrál 1:4. Na jaře 2018 působil na hostování v prvoligové Senici ve skupině o udržení. Se Senicou spadl do baráže o udržení prvoligové příslušnosti, kde pomohl k výhře nad Skalicou a udržení se v první lize. Ve 14 zápasech udržel 4 čistá konta. Trenér Adrián Guľa Holcovi nedával příliš příležitostí, vše se ale změnilo s jeho odchodem ke slovenské reprezentaci do 21 let, nový trenér Žiliny Jaroslav Kentoš dal Holcovi prostor a ten se tak stal členem základní sestavy.
V sezoně 2018/19 udržel ve 30 utkáních 9 čistých kont a byl na třetím místě mezi brankáři. V sezoně 2019/20 ve 22 zápasech udržel 10 čistých kont a do přerušení soutěže kvůli pandemii covidu-19 byl na 1. místě mezi brankáři. Kvůli pandemii se ale MŠK Žilina dostala do likvidace, musela propustit hráče a Dominik Holec se tak stal volným hráčem. Projevilo o něj zájem velké množství klubů, hlásily se kluby z Belgie, Polska, Dánska, Španělska, údajně ho měl mít vyskautovaný i anglický Arsenal FC a zájem projevila i Minnesota ze zámořské Major League Soccer.

### AC Sparta Praha
Dominik Holec si nakonec vybral pražskou Spartu, kde v květnu 2020 podepsal tříletou smlouvu. V podzimní části sezony 2020/21 ale přes brankářské duo Heča–Niță nedostal příležitost, chytal pouze dvakrát za B tým ve třetí lize. V lednu 2021 o něj proto projevil zájem polský Raków Częstochowa, kam odešel na hostování. Po půl roce se vrátil zpět do pražského mužstva.

### MFK Karviná
V sezóně 2023/24 nastupoval za MFK Karviná, kam přišel jako volný hráč. Ve 25 zápasech udržel 5 čistých kont a pomohl k záchraně klubu v nejvyšší soutěži.

### FC Baník Ostrava
Před sezónou 2024/25 opět změnil působiště, tentokrát do Baníku Ostrava, kde podepsal smlouvu na 2 roky, tedy do 30. 6. 2026.  Sezónu začal jako dvojka, ale po zimním návratu Jakuba Markoviče do Slavie Praha se stal pro jarní část jedničkou a svými výkony (7 čistých kont v 17 ligových zápasech, celková úspěšnost 78,3 %) výrazně pomohl k 3. místu a postupu do Evropské ligy.

## Reprezentační kariéra
Holec odehrál po jednom utkání za reprezentační výběry do 17 a do 19 let. V roce 2020 byl trenérem Pavlem Hapalem pozván do seniorské reprezentace. Dne 29. března 2022 v národním týmu debutoval při výhře 2:0 nad Finskem v přátelském utkání.